# 地域

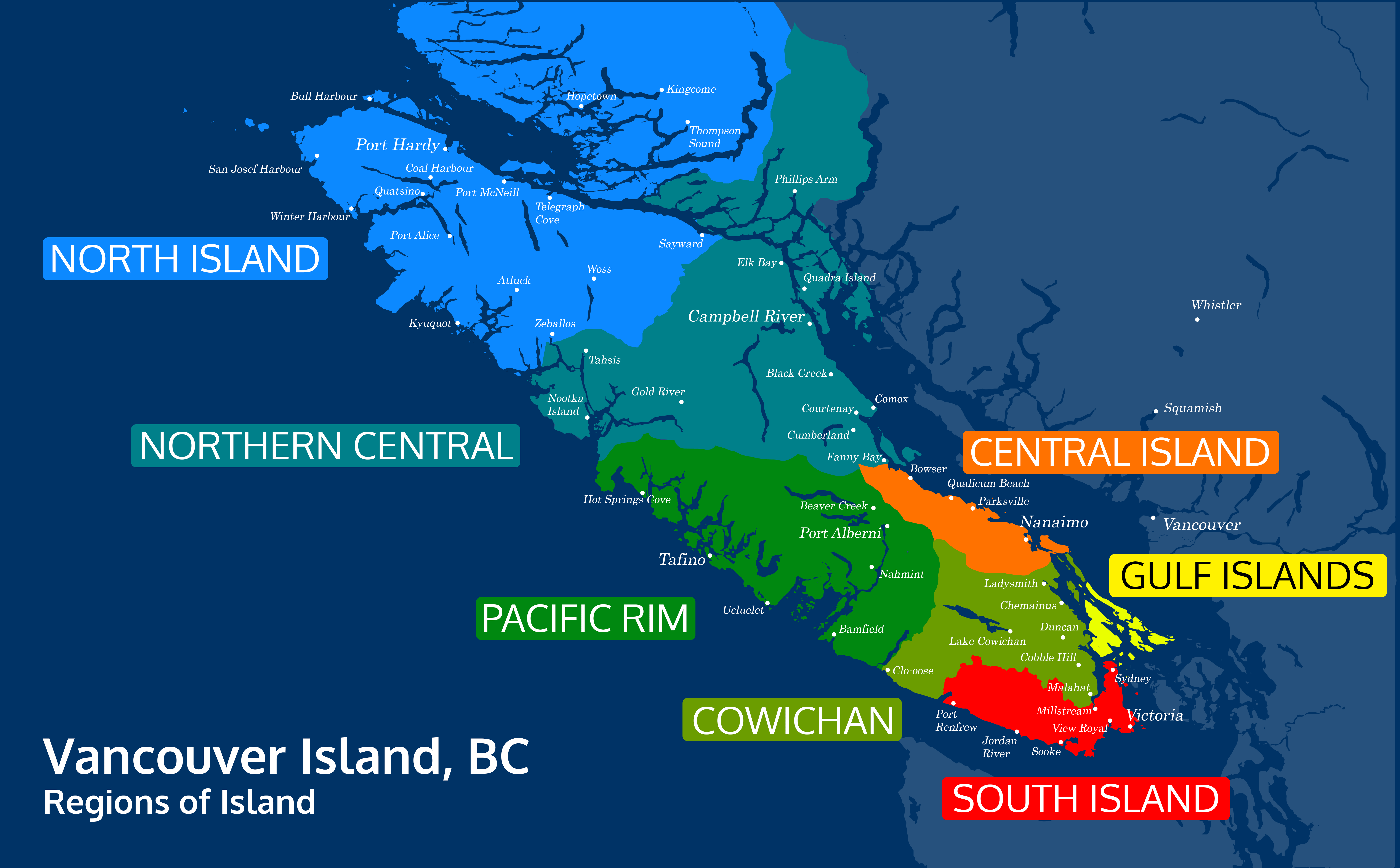
バンクーバー島（カナダ）を地域ごとに色分けした地図

地域（ちいき、英語: region）とは、地形が似通っている、同じ性質をもっているなどの理由からひとまとめにされる土地のこと。

## 地理学における定義
地理学、特に場所ごとの差異を解明しようとする人文地理学や地誌学において、「地域」とは大変重要な概念である。
日本の地理学界で権威があるとされる二宮書店刊行の『地理学辞典』（1973年発行）には以下のような説明がある。
| 「 | 一般には地表の広狭さまざまな部分を地域と称している．例えば，アジア大陸・日本・関東地方・武蔵野台地・九十九里平野などを，それぞれ地域と呼ぶようにである．しかし，現在の地理学の用語としては，この言葉が地理学の本質上極めて重要な意味を有しているために，ある程度，厳密な内容を持つものとして使われている．地表上，自然が類似する地域を自然地域と呼ぶように，地域を単なる任意の区域の広がりとせず，個性的な内容を有する広がりとして理解する必要がある． | 」 |

（後略）
しかし、この説明がすべての地理学者に受け入れられているわけではなく、1950年代から1960年代にかけては、アメリカやイギリスを中心として、「地域」を中核に据える「伝統地理学」（Traditional Geography）に対する批判が起こった。これを受けて、朝倉書店刊行の『オックスフォード地理学辞典』（2003年発行）では、
| 「 | 周囲の地区とは異なるものとして判別できる，自然的あるいは人工的な特徴をもった地表の任意の区域． | 」 |

と、地理学における地域の重要性には言及していない。

### 地域論
「地域とは何か」という課題については、国によって認識が異なる。以下に、主要な議論を記す。

#### ドイツの地域論
ドイツでは、地理学者のカロル（H. Carol）の地域（Landschaft）論が知られている。カロルによると地域とは「さまざまな要素からなる複合体」であるという。この「要素」とは地表圏（Geosphäre）を構成する気圏・生物圏・人類圏・水圏・岩圏を指し、「地域」は地表圏の一部分である。
言い換えるならば、「具体的な、現実の、事物によって満たされた地表の一部分」が地域である。これには自然現象・人文現象共に含まれる。当時のドイツでは、ヴァルター・クリスタラーの中心地理論の理解が進み、人間や社会と空間との関係を機能を通して研究しようとする動きが盛んであり、これがLandschaft論に取り入れられたと指摘されている。

#### アメリカ・イギリスの地域論
アメリカの地理学者ダウエント・ホイットルセーの説が有名である。ホイットルセーによると地域とは「何らかの意味での一体性をもつ地表の広がり（範囲）」であるという。
具体的には、複数の共通点を持ち、周辺とは区別されうる地表の一部分が地域である。ホイットルセーは更に地域を以下の3つに分類した。
1. 単一指標地域（single feature region）…ある1つの共通性を持つ区域。例えば、行政地域や言語地域などが挙げられる[5]
2. 複合指標地域（multiple feature region）…2つ以上の共通性を持つ区域。例えば、気候区などである[5]。
3. 全体地域（total （feature） region、compage）…自然的指標と社会的指標を高度に組み合わせて複合的に分析した結果、共通性を認められる区域。

なお、地域を1本の直線で分けることは難しく、一般的には漸移帯（transitional zone）が存在する。
しかし、ホイットルセーは以上のような定義は、地域を区画する以上、何らかの基準があるため、 地域を任意に切り取られた地表の1区画が含まれることを免れないとしている。このため、「地域は虚構（フィクション）である」とする主張もなされる。

#### 日本における地域論
日本においては、上記のドイツのLandschaft論と英米のRegion論の双方が受容され、学者によって見解が異なるが、同じ「地域」という語を用いている。以下に主要な主張を示す。

##### 水津一朗の説
Landschaft論に近い学者として、京都大学文学部教授や奈良大学学長などを務めた水津一朗がいる。水津は著書『地域の構造－行動空間の表層と深層－』においてドイツのヴィンクラー（E. Winkler）の地理学的方法論に関する15の命題を以下の3つに整理した上で、数学的に説明した。
1. 個々の現象（e）…分布・相互作用・人間と自然との関係など[8]
2. 地表の部分（Rm）…空間・場所・海洋・景観・環境など[8]。これが「地域」に相当する。
3. 地表（E）…地表全体を指し、地表の部分（Rm）の総和である。カロルが「地球の被覆」（Erdhülle）と名付けたものに相当する。[8]

水津はこれらの3つの関係を「Eの部分集合がRmであり、Rmの元（要素）がeである」とした。つまり、数学的に記述すると
{\displaystyle E\supset Rm,Rm\ni e}
となる。

##### 木内信蔵の説
一方region論に近い学者として、東京大学教養学部教授の木内信蔵が挙げられる。木内は『地域概論－その理論と応用－』において、region（リジォン）の説明とともに、地域の属性（形式的な性格）を次のように示している。
1. 地表面の一部分である。
2. 固有な場所的関係をもつ。
3. 空間的な拡がり（spatial extent）をもつ。
4. 隣接の空間から区別される。
5. より大なる地域の部分である。

この中で重要なのは2番目と4番目であり、言い換えれば「何らかの意味で一体性をもつ（まとまりがある）」ということになる。これは、一般用語の地域と区別して「地理的地域」とも表現する。
木内は『地域概論』の中でLandschaftにも触れているが、そこではLandschaftを「景観」と訳している。

### 地域の類型
地域の概念には、いくつかの分類方法が知られている。先に挙げたホイットルセーの地域分類もその一つである。以下に地域の概念の代表的な例を示す。

#### 個別地域と類型地域
戦前のイギリスで重視された概念である。
個別地域（こべつちいき、英語: specific region）は、世界にただ1つしか存在しない地域であり、具体的な地名をもって呼ばれる空間である。一方、類型地域（るいけいちいき、英語: generic region）は世界に同様の性格を有する空間がいくつか存在する。例えば、「日本で人口密度が高い地域はどこか」という問いに対し、「東京・大阪・名古屋周辺」と答えることも「平野が広がるところ」と答えることも可能である。この際、前者が個別地域、後者が類型地域となる。

#### 実質地域と形式地域
日本で発達した概念であり、適切な訳語がない。木内信蔵が「地域は本来，地的内容をもつ実質的な存在であり，地域は内容にしたがって合理的に規定される」と主張したものが定義の基となっている。すなわち、内容をもつものが実質地域、もたざるものが形式地域である。例を挙げれば、小学校の通学区が実質地域、経線と緯線で区切られた空間が形式地域である。
ただし、実質と形式の区別は大変曖昧であり、先の例でも通学区は小学校への通学以外には無意味な地域区分であるから形式地域、経線・緯線が国境として機能しているところでは実質地域、と解釈することもできる。 このため、現状ではこの分類に大きな意義はないとされる。
なお、実質地域を既存の物理的・客観的な単位としてみるときの地域概念（後述の等質地域や機能地域・結節地域のような分類を含む概念）と捉え、後述の認知地域や活動地域に対する概念として用いられることもある。

#### 等質地域と機能地域
地域概念の中で最も重要な類型である。
- 等質地域（英語: uniform region又はformal region）
地形（平野、台地、丘陵など）や土地利用（水田、畑作、工業など）などによって特徴づけられる空間的なまとまりを等質地域という[14]。ある空間が周囲とは異なる性格によって切り取られる場合、その空間を等質地域と言う。例えば、とある畑作地においてジャガイモの生産が卓越する区画とニンジンの生産が卓越する区画があったとする。この時、前者をジャガイモの等質地域、後者をニンジンの等質地域と考えることができる。このほか、有名な等質地域の例としては柳田國男が『蝸牛考』の中で示したカタツムリの方言分布（→方言周圏論を参照）が知られる。
- 機能地域（英語: functional region）
性格の異なる空間同士が一つないし複数の中心点（＝結節点、ノード、node）を核として機能的に結び付くことで形成される。身近な例では生活圏や通勤圏が挙げられる。機能地域は結節点を有することから結節地域（nodal region）とも称する。厳密には機能地域は単に機能的結合がみられる場合、結節地域は中心地があり一般的に階層的な関係がみられる場合をいうとされる[14]。

#### 認知地域
実質地域を既存の物理的・客観的な単位として定義した場合に、これに対して自宅や職場など個人や社会集団の主観的で構造的なまとまりを認知地域という。認知地域には地域アイデンティティや地域観などがみられる。

#### 活動地域
実質地域を既存の物理的・客観的な単位として定義した場合に、これに対して既存の構造ではなく新たな都市計画や市場開拓の際の対象として捉えられる地域を活動地域という。活動地域は一定範囲の社会や集団を組織化する側面がある。

### 全域と基域
木内信蔵が地域の属性として挙げた第5番目の「より大なる地域の部分である」の「より大なる地域」が全域（ぜんいき）、「部分」が基域（きいき）に当たる。つまり、基域の集合体が全域である。
例えば、四国は日本全体から見れば一部分であるから、日本は全域、四国は基域である。また見方を変えて、四国を全域と考えれば、香川県は基域である。更に香川県を全域とすると、高松市は基域である。

## 政治学・経済学における定義
政治学や経済学においても「地域」の語は用いられるが、地理学ほど地域そのものについて議論されることは少なく、政治学や経済学の辞典では、地域から始まる用語は掲載されていても、「地域」という項目がないものも多い。

### 政治学における定義
政治学及び地域研究においては、ジュリアン・スチュワードの「世界地域」の説明が「地域」の定義として受容、定着している。スチュワード自身は、以下の5つをすべて「地域」として捉えた。
1. 世界地域（world area）…世界的な重要性を持った区域。例えば、ロシア・極東・東ヨーロッパなど。
2. 文化地域（culture area）…共通の文化を持つと考えられる区域。例えば、ラテンアメリカ・近東・マヤなど。
3. 国家（nation）
4. 植民地
5. 特定地方（specific region）

これに対する批判としては、「世界地域」の概念によって地域研究が政策科学の性格を帯びるようになったこと、きわめて恣意的なくくり方をした人為的区画をもって「地域」と称することができる面があること、が挙げられる。
また、スチュワードが主張した「特定地方」に相当する、国民国家の内部の部分領域を「地域社会」とする用法もある。

### 経済学における定義
経済学で用いられる「地域」の語は、理論的文脈では往々にして不明瞭に扱われ、実証的分析では定義が厳密ではない。このため、取り扱うテーマやデータの利用可能性に合わせて意味合いの変化する概念である。『マグローヒル現代経済学辞典』では、地域（Region）について以下のような説明がなされている。
| 「 | 都市地域の一部分から，大陸の一地方にいたるまで，さまざまの広さに用いられる用語。たとえば，合衆国では，地域あるいは，地方の資料は，都市地域，地区，州，おもな地域の州群，たとえば，ニューイングランドやミドルアトランテック州のような形で得られる。 | 」 |

（後略）
経済学における地域は、一般に資本や労働の移動の制約が小さく、移動可能性の高いものとして捉えられる。ゆえに、現代は移動可能性が高まっていることから『マグローヒル現代経済学辞典』の定義を超えて、宇宙や地球も地域であると考えられる。また、人類の歴史をたどれば、地域は都市と農村という2つの定住形態からなり、国家が消滅しても存続する概念である。
上記のように、国家の枠を超越した大規模な空間を地域として捉える一方で国家の内部の狭い空間を地域として捉えることもある。よって、地域経済学に関する文献では、地域がさまざまな範囲を指す言葉であることを示した上で、国家の内部の狭い空間を対象とする旨を述べたものもある。

## 言語学における「地域」
言語学において、地理的に近接した言語同士は、しばしば一群の音韻的・文法的特徴を共有していることが知られており、そのような地域特徴により規定される言語群は「言語連合 (独: Sprachbund)」ないし「言語領域」(英:  linguistic area) と呼ばれる。言語連合の範囲は、行政上の地方区分や、自然的・歴史的・文化的な観点から行われた地域区分と一致するとは限らない。例えば、バルカン言語連合の分布地域は、歴史的・文化的な「バルカン」と概ね一致している一方、大陸部東南アジア言語連合は、通常東南アジアの一部とは見做されない地域の言語、すなわち北方官話を始めとする中国語の諸方言が含まれる。